# Śmierć urzędnika
Śmierć urzędnika (ros. Смерть чиновника) – opowiadanie satyryczne Antona Czechowa z 1883 roku.
Pewien skromny urzędnik, nazwiskiem Czerwiakow, kicha podczas przedstawienia teatralnego. Pechowo jego kichnięcie zostało skierowane w stronę, gdzie siedział dyrektor departamentu komunikacji. Urzędnik natychmiast przeprosił dyrektora, ale nie będąc pewnym, czy zwierzchnik na pewno mu wybaczył, ponawia kilkakrotnie swoje przeprosiny, co wywołuje irytacje dyrektora. Nazajutrz Czerwiakow ponownie udaje się do dyrektora, by ponownie go przeprosić, czym doprowadza zwierzchnika do złości. Przestraszony tym, że dyrektor mu nie wybaczył, wraca do domu i w stresie umiera.
Opowiadanie w przejaskrawionej formie ukazuje charakterystyczne stosunki w systemie urzędniczym ówczesnej Rosji, gdzie lęk przed przełożonymi doprowadzony został do ostatecznych granic.